# 1908 Pobeda
1908 Pobeda eller 1972 RL2 är en asteroid i huvudbältet som upptäcktes den 11 september 1972 av den rysk-sovjetiske astronomen Nikolaj Tjernych vid Krims astrofysiska observatorium på Krim. Den har fått sitt namn efter det ryska ordet för seger.
Asteroiden har en diameter på ungefär 18 kilometer.